# Johan Henrik Pettersson
Johan Henrik Pettersson, född 30 november 1845 i Glömminge församling, Kalmar län, död 24 februari 1927 i Glömminge församling, Kalmar län, var en svensk folkmusiker och stenarbetare.

## Biografi
Johan Henrik Pettersson var son till spelmannen Petter Olsson. Han kunde inte spela något instrument, utan sjöng sina melodier. Petterson avled 1927.

## Upptecknade låtar
År 1917 upptecknade Axel Boberg melodier efter Pettersson.
- Polska i E-moll.[3]
- Polska i G-dur.[3]